# Wasilis Kostopulos
Wasilis Kostopulos (gr. βασιλης κωστοπουλος; ur. 16 lutego 1995 w Atenach) – grecki siatkarz, grający na pozycji przyjmującego. 

## Sukcesy klubowe
Puchar Ligi Greckiej:
- 2021, 2023[4], 2024[5], 2024[6]

Liga grecka:
- 2021, 2024[7], 2025[8]
- 2023[9]

Superpuchar Grecji:
- 2022, 2025[10]

Puchar Grecji:
- 2025[11]